# ジャン・ボダン

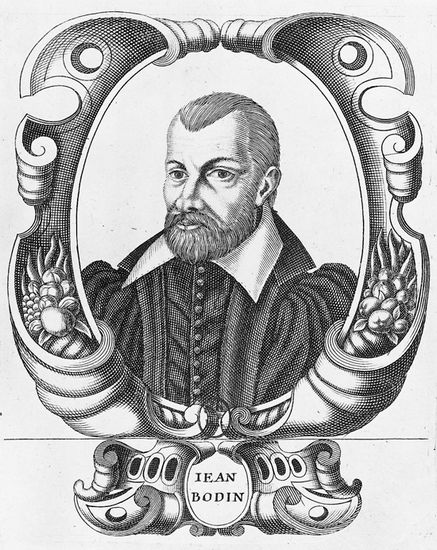
ジャン・ボーダン

ジャン・ボダン（Jean Bodin、1530年 - 1596年）は、フランスの経済学者、法学者。ボーダンとも表記される。弁護士。

## 人物
経済学においては、貨幣数量説を唱え、重商主義の先駆者的存在となる。中世以来、二元的な価値体系に分離して捉えられてきた商品と貨幣を一元的な価値体系の下に位置づけた点で、中世から近代への転換点であったとも評される。
ユグノー戦争中に著した1576年の『国家論六編』（あるいは単に『国家論』）において、「見えざる主権」を創案して、王権神授説につながる近代的な主権論を説き、中央集権国家を理論づけた。ここで彼は、国家を重視し、宗教よりも世俗の秩序を優先させる、いいかえれば宗教上の寛容によって内戦を終結させる「ポリティーク」の考え方を表明した。
一方で、最も狂信的に魔女狩りを推奨した人物としても知られ、自らも裁判官（異端審問）として多くの無実の人間を宗教裁判によって殺した。1580年刊行の著書、『悪魔憑き（デモノマニア）』は長く魔女狩りのバイブルとして用いられ、宗教の美名の下、無実の人間を殺害することを助長した。
1596年、ペストで死亡。

## ポリティークの思想
ボダンはサン・バルテルミの虐殺（1572年）後に著した『国家論』において、国家を「多くの家族とそれらの間で共通の事柄との主権的権力を伴った正しい統治」と定義している。家族は家父長のもとに統治され、さらに家族相互の武力抗争の結果、勝った者が主権者となり、勝利者に従っていたものが国民になり、負けた者は奴隷になるという図式を提示した。ここでの「国民」（citoyen）とは、他人の主権に依存するが、しかし自由な「臣民」（sujet）なのであった。ボダンは中世的な国王大権を発展させて、主権概念をつくった。この主権とは、国家を支配-被支配の関係で捉えた際に支配者側が持つ絶対的な権限のことで、国家にあっては国王にのみ固有のものである。彼は、猖獗をきわめた宗教戦争に対する反省から、「家族においても国家においても主権者はただ1人でなければならない」とし、これに反するいかなる説も「暴君による悪政にも劣る放埓なアナーキー」の状態を招くとしてこれを断罪した。具体的には、同時代のモナルコマキ（暴君放伐論）がここでは意識されている。彼によれば、「国家の絶対的な権力が主権」なのであり、「主権による統治が国家」であった。つまり主権は国家そのものと不可分である。要するに、伝統的な封建制や従来の身分制社会では、国王と末端の被支配者である人民との間に、大貴族や群小の領主のように中間権力が存在したが、ボダンは主権概念を設定することによって、中間権力を排除して、支配者と被支配者の二者関係で国家を定義した。その意味で、彼の考え方は決して民主主義的とはいえないが、国家の世俗性と宗教の個人性・内面性、主権国家を指向する点で近代的性格を有しているものと評価される。